# Lista de governadores da Califórnia

Bandeira do Governador da Califórnia.

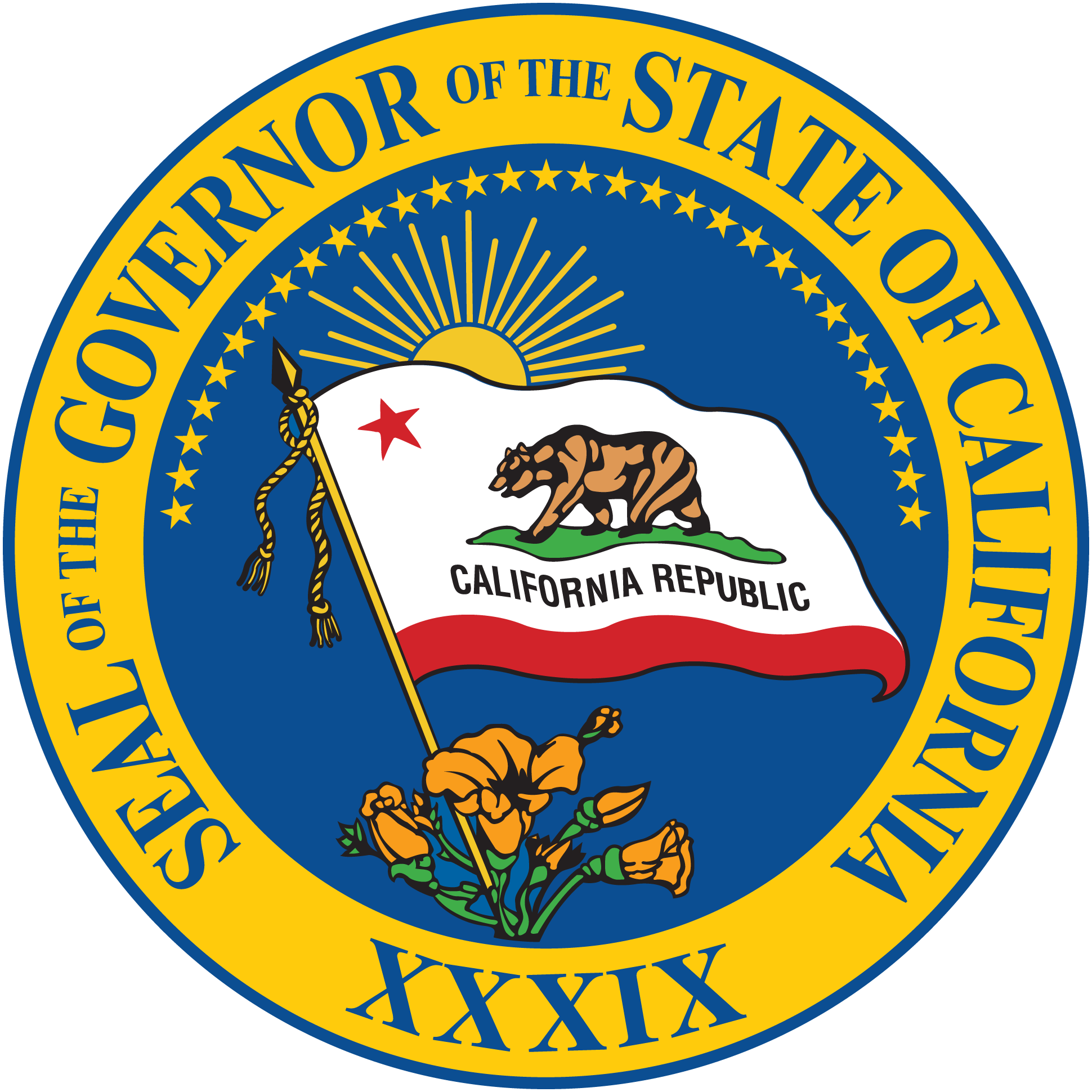
Selo do Governador da Califórnia

Nota: Entre 1846 e 1849, a Califórnia esteve sob a autoridade de um governador militar:
- 1846: John Drake Sloat
- 1846-1847: Robert Field Stockton
- 1847: John C. Frémont
- 1847: Stephen W. Kearny
- 1847-1849: Richard Barnes Mason (interino)
- 1849: Persifor Frazer Smith
- 1849: Bennett C. Riley

## Lista de governadores do estado daCalifórnia(1849-presente)
| #  | Nome                            | Início do mandato | Fim do mandato | Partido           | Fonte(s) |
| 1  | Peter Hardeman Burnett          | 1849              | 1851           | Democrata         |          |
| 2  | John McDougall                  | 1851              | 1852           | Democrata         |          |
| 3  | John Bigler                     | 1852              | 1856           | Democrata         |          |
| 4  | John Neeley Johnson             | 1856              | 1858           | Americano         |          |
| 5  | John B. Weller                  | 1858              | 1860           | Democrata         |          |
| 6  | Milton Slocum Latham            | 1860              | 1860           | Democrata         |          |
| 7  | John Gately Downey              | 1860              | 1862           | Democrata         |          |
| 8  | Amasa Leland Stanford           | 1862              | 1863           | Republicano       |          |
| 9  | Frederick Ferdinand Low         | 1863              | 1867           | União Republicana |          |
| 10 | Henry Huntly Haight             | 1867              | 1871           | Democrata         |          |
| 11 | Newton Booth                    | 1871              | 1875           | Republicano       |          |
| 12 | Romualdo Pacheco (acting)       | 1875              | 1875           | Republicano       |          |
| 13 | William Irwin                   | 1875              | 1880           | Democrata         |          |
| 14 | George Clement Perkins          | 1880              | 1883           | Republicano       |          |
| 15 | George Stoneman                 | 1883              | 1887           | Democrata         |          |
| 16 | Washington Montgomery Bartlett  | 1887              | 1887           | Democrata         |          |
| 17 | Robert Whitney Waterman         | 1887              | 1891           | Republicano       |          |
| 18 | Henry Harrison Markham          | 1891              | 1895           | Republicano       |          |
| 19 | James Herbert Budd              | 1895              | 1899           | Democrata         |          |
| 20 | Henry Tifft Gage                | 1899              | 1903           | Republicano       |          |
| 21 | George Cooper Pardee            | 1903              | 1907           | Republicano       |          |
| 22 | James Norris Gillett            | 1907              | 1911           | Republicano       |          |
| 23 | Hiram Warren Johnson            | 1911              | 1917           | Republicano       |          |
| 24 | William Dennison Stephens       | 1917              | 1923           | Republicano       |          |
| 25 | Friend William Richardson       | 1923              | 1927           | Republicano       |          |
| 26 | Clement Calhoun Young           | 1927              | 1931           | Republicano       |          |
| 27 | James Rolph Jr.                 | 1931              | 1934           | Republicano       |          |
| 28 | Frank Finley Merriam            | 1934              | 1939           | Republicano       |          |
| 29 | Culbert Levy Olson              | 1939              | 1943           | Democrata         |          |
| 30 | Earl Warren                     | 1943              | 1953           | Republicano       |          |
| 31 | Goodwin Jess Knight             | 1953              | 1959           | Republicano       |          |
| 32 | Edmund Gerald "Pat" Brown Sr.   | 1959              | 1967           | Democrata         |          |
| 33 | Ronald Wilson Reagan            | 1967              | 1975           | Republicano       | [ 1 ]    |
| 34 | Edmund Gerald "Jerry" Brown Jr. | 1975              | 1983           | Democrata         |          |
| 35 | Courken George Deukmejian       | 1983              | 1991           | Republicano       |          |
| 36 | Peter Barton Wilson             | 1991              | 1999           | Republicano       |          |
| 37 | Joseph Graham "Gray" Davis Jr.  | 1999              | 2003           | Democrata         |          |
| 38 | Arnold Alois Schwarzenegger     | 2003              | 2011           | Republicano       |          |
| 39 | Edmund Gerald "Jerry" Brown Jr. | 2011              | 2019           | Democrata         | [ 2 ]    |
| 40 | Gavin Christopher Newsom        | 2019              |                | Democrata         | [ 2 ]    |